# 庫薩山
庫薩山（Mount Coot-tha）位於澳洲布里斯本市區西南，距離市中心6公里。它是布市區周圍的最高點，海拔287米，在山頂建有觀景台，可以俯瞰眺望市區全景與摩頓灣。